# إذا فعلت ذلك
«إذا فعلت ذلك»، للكاتب و.ج. سيمبسون وبابلو فينيفيس، حيث يقدم سيمبسون وصفًا افتراضيًا للقتلة، نيكول براون سيمبسون ورون غولدمان. ادعى المدير السابق نورمان باردو أن سيمبسون لم يشارك في تأليف الكتاب، وخلافًا لكلامه قبل600 ألف دولار من ريغان بوكس وشركة الإعلام نيوز كوربوريشن ليقول في مقابلة معه إنه نشر الكتاب.
تبرأ سيمبسون من جرائم القتل في المحكمة الجنائية (الناس ضد سيمبسون) ولكن تبين بعدها أنه مسؤول مالي في محكمة مدنية. بالرغم من إلغاء الإصدار الأصلي للكتاب بعد وقت قصير من الإعلان عنه في2006، طبعت 400 ألف نسخة منه. وفي يونيو 2007 سُربت نسخ منه على الإنترنت.
كان من المقرر للكتاب أن تنشره ريغان بوكس، وهو أحد الكتب المهمة لهاربر كولينز، والذي ترأسه المحرر والناشر جوديث ريغان. كانت شبكة فوكس التلفزيونية مقربة جدًا من هاربر كولينز عبر نيوز كوربوريشن والتي كانت ستبث مقابلة خاصة مع سيمبسون للترويج للكتاب.
ألغي العرض الخاص أيضًا، بعد اعتراض العديد من مالكي محطات شبكة فوكس. بثت لقطات للمرة الأولى خلال برنامج فوكس الخاص، و.ج. سيمبسون: الاعتراف المفقود؟ في مارس 2018.
في أغسطس2007، منحت محكمة الإفلاس في فلوريدا حقوق الكتاب لعائلة غولدمان للوفاء جزئياٌ بالحكم المدني. تغير عنوان الكتاب إلى: إذا فعلت ذلك: اعترافات قاتل.
نشرت بوفورت بوكس نسخة عن الكتاب، وهي دار نشر في مدينة نيويورك تعود ملكيتها للشركة ألام ميدبوينت تريد بوكس. أضافت عائلة غولدمان تعليقات إلى المخطوطة الأصلية، صمم فينجفيس والصحفي دومينيك الغلاف الجديد وطبعت كلمة{إف} بصورة أصغر مقارنة بالكلمات الأخرى ووضعت وسط الحرف {آي}، لذلك ما لم ينظر عن إلى عنوان الكتاب عن كثب، سيبدو «أنا فعلت ذلك: اعترافات قاتل».

## التأليف
أخبر نورمان باردو، مدير سيمبسون السابق هافينغتون بوست أن الكتاب كتبه كاتب خفي دون تدخل سيمبسون. خلافًا لذلك، قبل سيمبسون 600ألف دولار من ريغان بوكس والشركة الأم نيوز كوربوريشن لتقول إنها كتبت الكتاب في مقابلة تلفزيونية على قناة فوكس. قال باردو لصحيفة هافينغتون بوست إن سيمبسون قد برر ذلك قائلًا: «مرحبا، لقد عرضوا عليه مباشرة 600ألف دولار دون اعتراض على أنني {كتبت} الكتاب.» قال:«هذه نقود». «قلت: سيعتقدون أنك أنت كتبته». قال:«على أي حال، الجميع يعتقد أنني القاتل. لن يغيروا رأيهم بسبب كتاب».
رد بابلو فينجفيس، الكاتب الخفي للكتاب وشاهد محاكمة 1995، على هذا الادعاء قائلًا، إن الكتاب يستند إلى مناقشات مكثفة مع سيمبسون. شهدت ابنة سيمبسون الكبرى، أرنيل سيمبسون، في إفادة بأنها وفان إكسل، رئيس شركة رافلز للترفيه والإنتاج الموسيقي، توصلوا إلى فكرة الكتاب وعرضوها على والدها لكسب المال. وشهدت أيضًا أن والدها فكر بالأمر ووافق على صفقة الكتاب. صرح سيمبسون قائلًا، ليس لدي ما أعترف به. كانت هذه فرصة لأولادي للحصول على إرثهم المالي. أولادي سيتفهمون. لقد أوضحت أنها دية. لكنه لا يختلف عن الكتاب الآخرين الذين كتبوا عن هذه القضية

## المحتوى
يصف الجزء الأول من المخطوطة العلاقة المبكرة بين سيمبسون وزوجته نيكول براون سيمبسون. أما الجزء الأخير فيصف أحداث12 يوليو 1994، وجرائم القتل التي كانت ستحدث لو ارتكبها سيمبسون. ومع ذلك، قال محامي سيمبسون هناك فصل واحد فقط يتعامل مع وفاتهم، وحسب فهمي، فيه إخلاء للمسؤولية بأنه خيال محض. في سيناريو سيمبسون الافتراضي، لديه شريك معارض اسمه تشارلي، كان يحضه على إيقاف الجرائم ويتجاهله سيمبسون.

## إعادة نشر
في 14أغسطس2007، أفيد بأن الوكيل الأدبي لعائلة غولدمان، شارلين مارتن، عقد صفقة لنشر الكتاب بعنوان فرعي «اعترافات قاتل» كان من المقرر أن يبقى النص الأصلي كاملاً ويُضاف «تعليق رئيسي» ويُصدر الكتاب بعد حوالي شهر،13 سبتمبر2007.
تعود بعض العائدات بالفائدة لمؤسسة رونالد لايل غولدمان للعدالة، التي خطط لها عام 1995 لتمويل الإجراءات القانونية المدنية ضد سيمبسون.
في فبراير2007، أعرب الناشر الكندي، باركلي رود إنك، عن اهتمامه بنشر الكتاب. قال الرئيس التنفيذي لشركة باركلي رود، هربرت بيكر، إن الرأي العام انقلب ضد الكتاب دون معرفة محتواه، وإن شركته ستنظر في الحصول على حقوق الكتاب.

### دعاوى قضائية
قاضى فريد غولدمان، لورين أسوشيتس، وهي شركة صورية، بسبب حقوق النشر بعد تقدمها بطلب إفلاس. اشترى غولدمان الحقوق من أمين الإفلاس المعين من المحكمة، ولكن والد نيكول لويس ه.براون، قام بمقاضاته محاولاً إيقاف النشر والحصول على جزء من الحقوق لكنه خسر.